# Sertralina
La sertralina és un inhibidor selectiu de la recaptació de serotonina que s'utilitza com a fàrmac antidepressiu. A Espanya està comercialitzat com a EFG, Besitran, Altisben, Aremis i Semonic. Aquest compost actua impedint part de la recaptació de la serotonina a l'espai intersinàptic per part de la neurona emissora, cosa que fa que augmenti la disponibilitat de serotonina, un neurotransmissor que ajuda a mantenir l'equilibri mental. A més de la serotonina, la sertralina també actua, tot i que lleument, sobre el bloqueig de la recaptació d'altres neurotransmissors: la noradrenalina i la dopamina. La sertralina no té efectes estimulant, sedatiu ni anticolinèrgic, ni tampoc afecta la funció psicomotriu. La ingestió d'alcohol augmenta els seus efectes secundaris indesitjats. La sertralina no s'aconsella a l'embaràs ni a la lactància materna, malgrat que algunes fonts com l'APILAM de l'Hospital de Dénia mantenen que és segur prendre Sertralina durant la lactància.